# Maxim Alexandrowitsch Opalew
Maxim Alexandrowitsch Opalew (russisch Максим Александрович Опалев; * 4. April 1979 in Wolgograd, Sowjetunion) ist ein russischer Kanute, Olympiasieger und elfmaliger Weltmeister.

## Sportliche Karriere

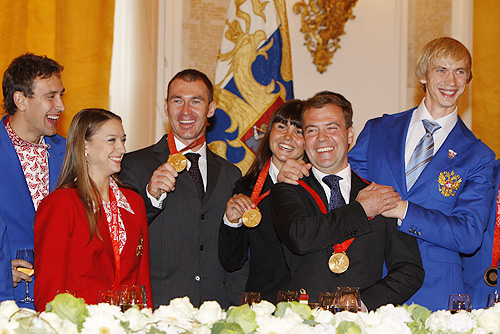
Opalew (3. v. l.) im Moskauer Kreml auf einem Treffen der olympischen Medaillengewinner von 2008 mit dem russischen Präsidenten D. Medwedew

Bei den Olympischen Sommerspielen 2000 in Sydney gewann Opalew eine Silbermedaille beim Einer-Canadier über 500 m. Mit 2:25,809 min lag er knapp eine Sekunde hinter dem Goldmedaillengewinner György Kolonics aus Ungarn.
Bei den Olympischen Sommerspielen 2004 in Athen wurde Opalew beim Einer-Canadier über 500 m mit 1:47,767 min Dritter hinter dem Deutschen Andreas Dittmer und dem Spanier David Cal.
Bei den Olympischen Sommerspielen 2008 in Peking konnte Opalew die Goldmedaille beim Einer-Canadier über 500 m gewinnen. Mit 1:47,140 min kam er etwa eine Sekunde vor David Cal ins Ziel.
Von 1997 bis 2007 gewann Opalew bei den Kanu-Weltmeisterschaften 11 Gold-, 6 Silber- und 3 Bronzemedaillen.
Von 1999 bis 2010 gewann Opalew bei den Kanu-Europameisterschaften 14 Gold-, 6 Silber- und 3 Bronzemedaillen.
Opalew ist Weltrekordhalter bei der Distanz von 500 Metern in Einzel (1:45,614 min, 2002, Szeged). 1999 wurde er zum besten Sportler Russlands gewählt.

## Leben nach dem Sport
Nach den Europameisterschaften in Trasona trat Opalew zurück und wurde stellvertretender Vorsitzender des Sportkomitees der Oblast Wolgograd. Zudem ist er stellvertretender Vorsitzender der Sportlerkommission beim Nationalen Olympischen Komitee Russlands.
Im Jahr 2009 hat Opalew beschlossen, wieder in den Sport zurückzukehren, um an den Olympischen Spielen in London im Jahr 2012 auf der Distanz von 200 m teilzunehmen. Er konnte sich jedoch nicht qualifizieren, an seiner Stelle reiste Iwan Schtyl nach London, der eine Bronzemedaille gewann.

## Privates
Am 27. Dezember 2008 heiratete Opalew Olga Tscheblakowa, mit der er bereits seit 11 Jahren zusammen war.

## Auszeichnungen (Auswahl)
- 2009:  Orden der Ehre[9]
- 2001:  Orden der Freundschaft[10]
- 1999:  Verdienter Meister des Sports Russlands[11]